# Sóng tam giác

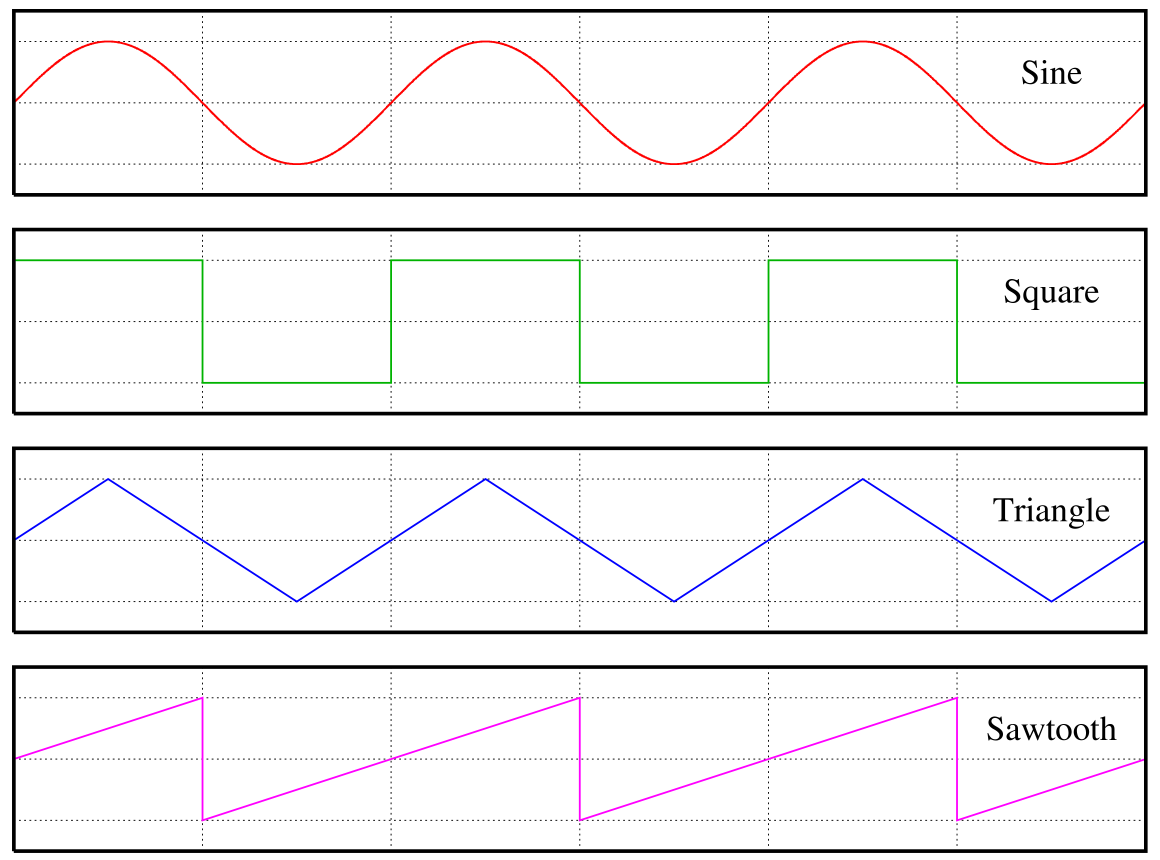
Sóng sin, sóng vuông, sóng tam giác, và sóng răng cưa

Một hàm sóng tam giác là một loại hàm sóng phi điều hòa cơ bản được đặt tên theo hình dạng tam giác của đỉnh sóng.

## Công thức
Sóng tam giác có biên độ từ -1 đến 1 và bước sóng bằng 2 có dạng:
{\displaystyle f(x)={\frac {2}{\pi }}sin^{-1}(sin(\pi x))}
hay:
{\displaystyle f(x)=1-2|1-2({\frac {1}{2}}x+{\frac {1}{4}}mod1)|}
{\displaystyle f(x)=1-4|{\frac {1}{2}}-frac({\frac {1}{2}}x-{\frac {1}{4}})|}
Với frac(x) là phần thập phân của x.
Sóng trên cũng có thể được viết ở dạng:
{\displaystyle f(x)={\frac {i}{\pi ^{2}e^{\pi ix}}}(\phi (x,2,{\frac {1}{2}})-e^{2\pi ix}\phi (-e^{2\pi ix},2,{\frac {1}{2}}))}
Với φ(z,s,α) là hàm siêu việt Lerch.
Sóng tam giác có biên độ từ 0 đến 1 và bước sóng bằng 2 có dạng:
{\displaystyle f(x)=1-2|nint({\frac {1}{2}}x)-{\frac {1}{2}}x|}
Với nint(x) là số nguyên gần nhất của x.

## Phân tích Fourier

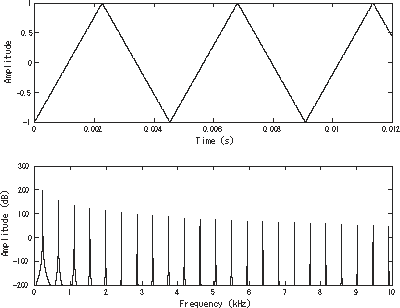
Một sóng tam giác (trên) được phân tích theo tần số (dưới). Tần số cơ bản là 220 Hz (A2)

Giống sóng vuông, phân tích Fourrier của sóng tam giác chỉ chứa các sóng điều hòa lẻ. Tuy nhiên, so với sóng vuông, hệ số của các tần số cao trong chuỗi giảm nhanh hơn, (tỷ lệ nghịch với bình phương số điều hòa), và âm thanh phát ra bởi sóng tam giác gần với sóng điều hòa hơn.
Chuỗi Fourier vô hạn sau hội tụ thành một sóng tam giác có biên độ từ -1 đến 1 và tần số bằng f:
{\displaystyle x_{\mathrm {tamgiac} }(t)={\frac {8}{\pi ^{2}}}\sum _{k=1}^{\infty }\sin \left({\frac {k\pi }{2}}\right){\frac {\sin(2\pi ktf)}{k^{2}}}}
hoặc
{\displaystyle x_{\mathrm {tamgiac} }(t)={\frac {8}{\pi ^{2}}}\sum _{k=0}^{\infty }(-1)^{k}\,{\frac {\sin \left(2\pi (2k+1)ft\right)}{(2k+1)^{2}}}}
Hai chuỗi trên cũng có thể được viết với các số điều hòa lẻ, cho hàm tam giác có tần số f:
{\displaystyle f(t)={\frac {8}{\pi ^{2}}}\sum _{k=1,3,5}^{\infty }{\frac {(-1)^{(k-1)/2}}{k^{2}}}\sin \left({\frac {k\pi t}{f^{-1}}}\right)}

## Âm thanh
- Trục trặc khi nghe? Xem hướng dẫn.